# Arenaria modesta
La yerba cerecera (Arenaria modesta) es una especie de planta herbácea perteneciente a la familia de las cariofiláceas.

## Descripción
Son plantas anuales, pubescente-glandulosas, al menos en el 1/2 superior. Tallos de hasta 15 cm de altura, ascendentes, generalmente ramificados en el 1/2 superior, a veces desde la base. Hojas de hasta 10 mm, agudas, mucronadas; las más inferiores de linear-espatuladas a elípticas; las medias y superiores de linear-lanceoladas a lineares. Pedicelos de hasta 19 mm. Cáliz pubescente-glanduloso. Sépalos de 3-4 mm, oblongo-lanceolados, largamente acuminados, sin nervios o con un nervio en el 1/3 inferior, con margen escarioso muy estrecho o ausente. Pétalos de (2,2-) 3-3,5 mm, más cortos o tan largos como los sépalos, truncados o redondeados en el ápice, blancos. Anteras de 0,2 mm, globosas, amarillas. Cápsula de (2,5-) 3-3,8 mm, aproximadamente de la longitud del cáliz, de oblongoidea a ovoidea, papirácea, con dientes erectos. Semillas de 0,5-0,6 (-0,75) mm, reniformes, con caras planas o ligeramente cóncavas, tuberculadas, con frecuencia papilosas, negras. Florece y fructifíca en mayo.

## Distribución y hábitat
Se encuentra en lugares montanos, generalmente básicos, en la Subbética, Grazalema en el E, C y S de España y S de Francia.

## Taxonomía
Arenaria modesta fue descrita por Léon Dufour   y publicado en Ann. Gén. Sci. Phys. 7: 291 1820.
Citología
Número de cromosomas de Arenaria modesta (Fam. Caryophyllaceae) y táxones infraespecíficos:  2n=16
Etimología
Arenaria: nombre genérico que deriva del término latino arenarius  = "de arena, arenoso". Adjetivo sustantivado: la planta a la que J.Bauhin dio este nombre en 1631 vive en terreno arenoso.
modesta: epíteto latino que significa "modesta".
Variedad
- Arenaria modesta subsp. tenuis (Gay) G.López & Nieto Fel.

Sinonimia
- Arenaria modesta var. africana Pau
- Arenaria modesta subsp. africana (Pau) Dobignard
- Arenaria modesta var. cavanillesiana (Font Quer) O.Bolòs & Vigo
- Arenaria modesta var. purpurascens Cuatrec.
- Arenaria tenuis J.Gay	[6]